# Wielki Komorsk
Wielki Komorsk is een plaats in het Poolse district  Świecki, woiwodschap Koejavië-Pommeren. De plaats maakt deel uit van de gemeente Warlubie en telt 1000 inwoners.